# خرده دهقان
اسلام‌آباد یا خرده‌دهقان روستایی در دهستان درختنگان بخش مرکزی شهرستان کرمان استان کرمان ایران است.

## جمعیت
بر پایه سرشماری عمومی نفوس و مسکن در سال ۱۳۹۵ جمعیت این مکان ۱۰۶ نفر (۵۲ خانوار) بوده‌است.